# Чента
Чента је насеље града Зрењанина у Средњобанатском округу, у Србији. Чента представља типично банатско село. Највећу специфичност представља географски положај села, јер су центри, Београд, Зрењанин и Панчево на готово подједнакој удаљености. Административни центар је Зрењанин, али је економска повезаност са Београдом далеко јача, нарочито због великог броја Ченћана који су запослени на територији Београда. Према попису из 2022. било је 2622 становника.

## Историја
Први помен Ченте датира из 1549. године, у једном турском тефтеру, о опису Сегединског санџака. Тада су забележена 22 домаћинства (именом и презименом) и Воја калуђер. Готово све време турске владавине над данашњим Банатом, Чента је била насељена, иако се не помиње у Пећком катистигу ни 1660, као ни 1666. године. Тада је забележено само насеље Јечин, североисточно од данашњег села. Јечин је насељен у време изгона Турака из Баната, 1717. године када је у селу било 13 домова и поп Петар. Део Јечина се преселио у Ченту, где је поп Петар и сахрањен, а његов споменик је сачуван, код Старе цркве, до данашњег дана. На Марси јевој карти Баната из 1723/25. године, Чента (Чрента) је забележена као запустело село, али већ 1727. године, забележена су 22 домаћинства, те је вероватно да је било насељено и 1723. године, али се становништво пред пописивачима разбежало.
Чента уласком у милитарски систем добија германизовани назив Леополдсдорф (1753-1888), који у народу никад није заживео. Тај страни назив "Леополдова" (скраћено) је добила по аустријском цару Леополду Хабсбуршком. "Леополдово" је 1764. године православна парохија у Бечкеречком протопрезвитерату. Када је 1797. године пописан православни клир Темишварске епархије у Леополдову су била четири свештеника. Били су то пароси, поп Марко Николајевић (рукоп. 1762), поп Јевтимије Дракулић (1789), поп Аврам Поповић (1793) и ђакон Николај Николајевић (1793).
Чента је много страдала у време упада Турака, 1736/37. године, па је, од пређашња 22 дома, остало само 7. Главни узрок смањења броја становника је била куга. Постоји сачуван поименични попис ових домаћинстава. Према попису из 1748. године, Чента има 58 домова. Године 1750/53. село улази у састав Банатске земаљске милиције, а касније припада XII Немачко-Банатском пуку, све до 1873. године, када је укинута Војна граница, а Чента припала Торонталској жупанији. Царски ревизор Ерлер 1774. године констатује да граничарско насеље Леополдова, претежно насељено Србима. Назив села потиче, вероватно, од старословенске речи „Чантра“ (торба), јер је село, у средњем веку, било окружено барама и мочварама, па се током већег дела година, налазило практично на острву, а мештани, у том селу, сакривени као у каквој торби, од непожељних пролазника и порезника. По укидању банатске војне границе, село прелази у састав Перлеског управног среза, у Торонталској жупанији.
По српском извору из 1905. године Чента је велика општина, у Анталфалвском (Ковачичком) политичком срезу. Тада у месту живи 2920 становника у 545 домова. Срби су у огромној већини, има их 2851 православна душа (или 98%), са 512 кућа. Од српских јавних здања у Ченти се помињу православна црква и пет комуналних школа. У месту су тада пошта и телефон, а брзојав је у суседном Перлезу.
У Ченти је 1754. године рођен аустријски генерал-мајор Јован Брановачки. Дана 1. маја 1788. године постао је оберлајтант Српско-влашког пука. Умро је у месту Мутнику, 31. августа 1816. године. Његову кратку биографију саставио је ченћански парох Георгије Шупица 1856. године
По једном новинском чланку, Ченћани су помагали Карађорђев устанак дотурањем џебане, а он им је у знак захвалности поклонио сребрно звоно.
- Црква

У Старом селу, постојала је црква, изграђена 1743. године, од плетара и набоја. Црква је срушена и обновљена 1991. године. Православно парохијско звање у месту је основано 1746. године, а матрикуле нису одмах све заведене. Матица крштених је од 1746, матица венчаних од 1753. и матица умрлих од 1779. године. Нова црква, саграђена је у садашњем центру села, 1802. године. Иконостас у цркви радио је иконописац из Бечкерека, Георгије Поповић 1809-1811. године. Порта је почетком 20. века била ограђена летвама. У Ченти су 1905. године постојале две парохије, треће и четврте платежне класе, у којим су били намештени пароси: поп Светислав Поповић родом из Бачког Фелдварца, који је ту шест година, и поп Светислав Јовановић капелан, родом из Новог Сада. Парохијског дома ту нема, а две парохијске сесије су од 39 кј. земље. Олтар, звона као и читав објекат, налазе се под заштитом државе, од 1974. године. Црква је прославила двеста година постојања, 2002. године. Постојало је 1905. године српско православно гробље са најстаријим спомеником из 1743. године.
- Школа

Ченћанска школа је смештена у два здања, грађена 1892. године. У једној згради су I и II разред - сваки у свакој "дворници", а другој згради III и IV разред - су заједно у истој "дворници". Учитељско тело 1905. године чине: учитељи Милан Печеновић и Милан Стејић, као и учитељица Вјера Радованчев. Те године редовну наставу прати 202 ђака (од 376 пописаних), а у недељну школу иде 60 старијих ученика (од 123 пописаних).

## Демографија
У насељу Чента живи 2448 пунолетних становника, а просечна старост становништва износи 39,2 година (38,1 код мушкараца и 40,3 код жена). У насељу има 960 домаћинстава, а просечан број чланова по домаћинству је 3,25.
Ово насеље је великим делом насељено Србима (према попису из 2002. године).
|  |

| Демографија | Демографија | Демографија |
| Година      | Становника  | Становника  |
| ----------- | ----------- | ----------- |
| 1948.       | 3.293       |             |
| 1953.       | 3.298       |             |
| 1961.       | 3.182       |             |
| 1971.       | 3.224       |             |
| 1981.       | 3.192       |             |
| 1991.       | 3.001       | 2.946       |
| 2002.       | 3.119       | 3.227       |
| 2011.       | 3.050       |             |

| Етнички састав према попису из 2002.‍ | Етнички састав према попису из 2002.‍ | Етнички састав према попису из 2002.‍ | Етнички састав према попису из 2002.‍ | Етнички састав према попису из 2002.‍ |
| ------------------------------------ | ------------------------------------ | ------------------------------------ | ------------------------------------ | ------------------------------------ |
|                                      |                                      |                                      |                                      |                                      |
| Срби                                 | Срби                                 |                                      | 2.969                                | 95,19%                               |
| Црногорци                            | Црногорци                            |                                      | 26                                   | 0,83%                                |
| Роми                                 | Роми                                 |                                      | 19                                   | 0,60%                                |
| Хрвати                               | Хрвати                               |                                      | 14                                   | 0,44%                                |
| Македонци                            | Македонци                            |                                      | 10                                   | 0,32%                                |
| Југословени                          | Југословени                          |                                      | 9                                    | 0,28%                                |
| Мађари                               | Мађари                               |                                      | 6                                    | 0,19%                                |
| Немци                                | Немци                                |                                      | 5                                    | 0,16%                                |
| Словаци                              | Словаци                              |                                      | 3                                    | 0,09%                                |
| Румуни                               | Румуни                               |                                      | 2                                    | 0,06%                                |
| Чеси                                 | Чеси                                 |                                      | 1                                    | 0,03%                                |
| Украјинци                            | Украјинци                            |                                      | 1                                    | 0,03%                                |
| Руси                                 | Руси                                 |                                      | 1                                    | 0,03%                                |
| Албанци                              | Албанци                              |                                      | 1                                    | 0,03%                                |
| непознато                            | непознато                            |                                      | 20                                   | 0,64%                                |

| \| \| м \| \| \| ж \| \| ? \| 12 \| \| \| 10 \| \| 80+ \| 16 \| \| \| 45 \| \| 75—79 \| 42 \| \| \| 53 \| \| 70—74 \| 47 \| \| \| 83 \| \| 65—69 \| 88 \| \| \| 104 \| \| 60—64 \| 75 \| \| \| 107 \| \| 55—59 \| 87 \| \| \| 89 \| \| 50—54 \| 110 \| \| \| 99 \| \| 45—49 \| 138 \| \| \| 101 \| \| 40—44 \| 120 \| \| \| 105 \| \| 35—39 \| 124 \| \| \| 103 \| \| 30—34 \| 125 \| \| \| 118 \| \| 25—29 \| 70 \| \| \| 97 \| \| 20—24 \| 106 \| \| \| 89 \| \| 15—19 \| 92 \| \| \| 103 \| \| 10—14 \| 118 \| \| \| 102 \| \| 5—9 \| 99 \| \| \| 100 \| \| 0—4 \| 68 \| \| \| 74 \| \| Просек : \| 38,1 \| \| \| 40,3 \| |      |  |  |      |
| |      |  |  |      |
| | м    |  |  | ж    |
| ? | 12   |  |  | 10   |
| 80+ | 16   |  |  | 45   |
| 75—79 | 42   |  |  | 53   |
| 70—74 | 47   |  |  | 83   |
| 65—69 | 88   |  |  | 104  |
| 60—64 | 75   |  |  | 107  |
| 55—59 | 87   |  |  | 89   |
| 50—54 | 110  |  |  | 99   |
| 45—49 | 138  |  |  | 101  |
| 40—44 | 120  |  |  | 105  |
| 35—39 | 124  |  |  | 103  |
| 30—34 | 125  |  |  | 118  |
| 25—29 | 70   |  |  | 97   |
| 20—24 | 106  |  |  | 89   |
| 15—19 | 92   |  |  | 103  |
| 10—14 | 118  |  |  | 102  |
| 5—9 | 99   |  |  | 100  |
| 0—4 | 68   |  |  | 74   |
| Просек : | 38,1 |  |  | 40,3 |

| Година пописа     | 1948. | 1953. | 1961. | 1971. | 1981. | 1991. | 2002. |
| ----------------- | ----- | ----- | ----- | ----- | ----- | ----- | ----- |
| Број домаћинстава | 799   | 840   | 881   | 939   | 959   | 922   | 960   |

| Број чланова      | 1   | 2   | 3   | 4   | 5   | 6  | 7  | 8  | 9 | 10 и више | Просек |
| ----------------- | --- | --- | --- | --- | --- | -- | -- | -- | - | --------- | ------ |
| Број домаћинстава | 187 | 198 | 141 | 199 | 135 | 69 | 20 | 11 | 0 | 0         | 3,25   |

| Пол    | Укупно | Неожењен/Неудата | Ожењен/Удата | Удовац/Удовица | Разведен/Разведена | Непознато |
| ------ | ------ | ---------------- | ------------ | -------------- | ------------------ | --------- |
| Мушки  | 1.252  | 358              | 790          | 64             | 38                 | 2         |
| Женски | 1.306  | 220              | 788          | 256            | 38                 | 4         |
| УКУПНО | 2.558  | 578              | 1.578        | 320            | 76                 | 6         |

| Пол    | Укупно                    | Пољопривреда, лов и шумарство | Рибарство                            | Вађење руде и камена | Прерађивачка индустрија       |
| ------ | ------------------------- | ----------------------------- | ------------------------------------ | -------------------- | ----------------------------- |
| Мушки  | 796                       | 428                           | 13                                   | 1                    | 157                           |
| Женски | 431                       | 232                           | 0                                    | 0                    | 70                            |
| Укупно | 1.227                     | 660                           | 13                                   | 1                    | 227                           |
|        |                           |                               |                                      |                      |                               |
| Пол    | Производња и снабдевање   | Грађевинарство                | Трговина                             | Хотели и ресторани   | Саобраћај, складиштење и везе |
| Мушки  | 2                         | 56                            | 55                                   | 8                    | 26                            |
| Женски | 0                         | 1                             | 43                                   | 14                   | 4                             |
| Укупно | 2                         | 57                            | 98                                   | 22                   | 30                            |
|        |                           |                               |                                      |                      |                               |
| Пол    | Финансијско посредовање   | Некретнине                    | Државна управа и одбрана             | Образовање           | Здравствени и социјални рад   |
| Мушки  | 1                         | 10                            | 10                                   | 10                   | 8                             |
| Женски | 2                         | 7                             | 6                                    | 20                   | 21                            |
| Укупно | 3                         | 17                            | 16                                   | 30                   | 29                            |
|        |                           |                               |                                      |                      |                               |
| Пол    | Остале услужне активности | Приватна домаћинства          | Екстериторијалне организације и тела | Непознато            | Непознато                     |
| Мушки  | 9                         | 0                             | 0                                    | 2                    | 2                             |
| Женски | 6                         | 1                             | 0                                    | 4                    | 4                             |
| Укупно | 15                        | 1                             | 0                                    | 6                    | 6                             |

## Занимљивости
Песма Sugar Rap кантаутора Ђорђа Балашевића, са албума Три послератна друга, почиње текстом: „У диску "Напредак" у Ченти не праве се инциденти, ал' ономад, боме, било је белаја.”